# Metopius soror
Metopius soror är en stekelart som beskrevs av Chiu 1962. Metopius soror ingår i släktet Metopius och familjen brokparasitsteklar. Inga underarter finns listade i Catalogue of Life.